# Charons
Charoms (en francès Charron) és una comuna (municipi) de França, a la regió de la Nova Aquitània, departament de la Cruesa, al districte d'Aubusson i cantó d'Auzances.
La seva població al cens de 1999 era de 226 habitants. Està integrada a la Communauté de communes Auzances-Bellegarde-en-Marche.

## Demografia
| 1968 | 1975 | 1982 | 1990 | 1999 |
| ---- | ---- | ---- | ---- | ---- |
| 469  | 405  | 349  | 281  | 226  |

## Administració
| Període | Identitat           | Partit |
| ------- | ------------------- | ------ |
| 2001-   | Jean-Michel Ribière | PS     |